# Glyptotendipes dreisbachi
Glyptotendipes dreisbachi är en tvåvingeart som beskrevs av Henry Keith Townes, Jr. 1945. Glyptotendipes dreisbachi ingår i släktet Glyptotendipes och familjen fjädermyggor. Inga underarter finns listade i Catalogue of Life.